# Epomophorus crypturus
Epomophorus crypturus là một loài động vật có vú trong họ Dơi quạ, bộ Dơi. Loài này được Peters mô tả năm 1852.

## Hình ảnh

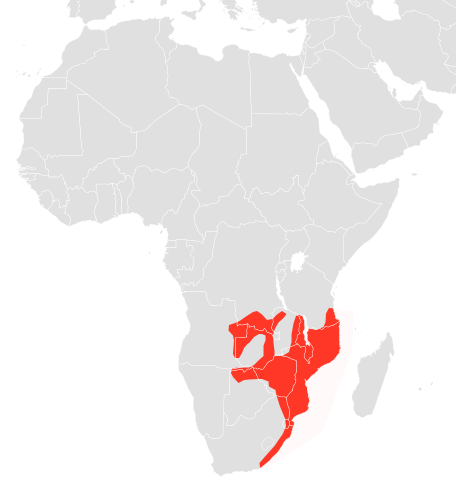